# Oldfield Thomas

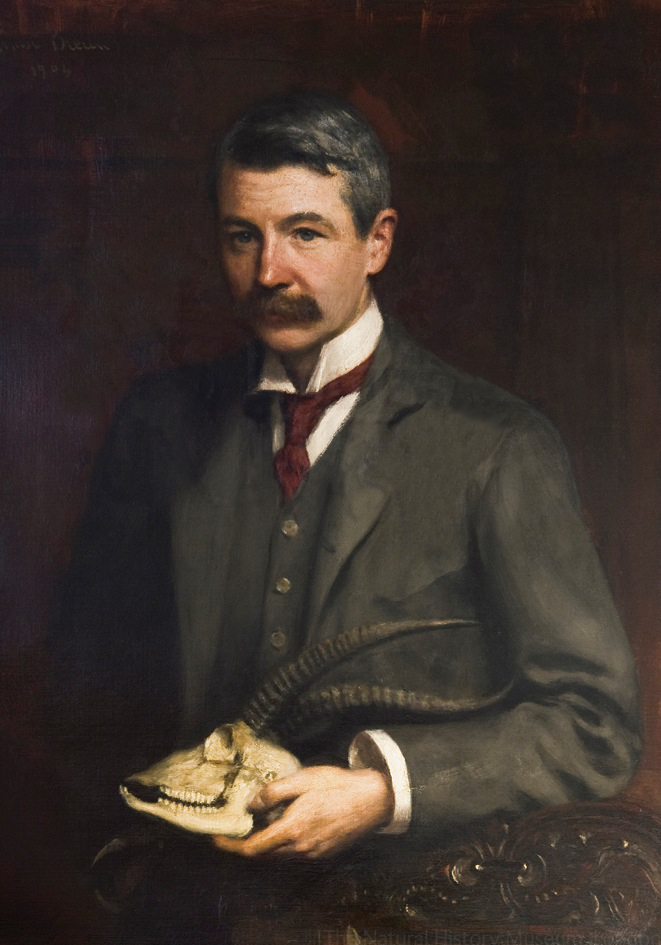
Michael Rogers Oldfield Thomas

Michael Rogers Oldfield Thomas (21 februari 1858 - 16 juni 1929) was een Britse zoöloog, gespecialiseerd in de mammalogie.
Thomas werkte bij het Natural History Museum in South Kensington vanaf 1876. Hij beschreef ongeveer 2000 soorten en ondersoorten van zoogdieren voor het eerst, meer dan wie ook. Veel daarvan worden als synoniemen gezien. Nog steeds is echter ruim één op zeven erkende zoogdiersoorten oorspronkelijk door Thomas beschreven.
Thomas was een typische "museumwetenschapper"; hij is nooit naar de plaatsen geweest waar hij zijn dieren vandaan haalde. Hij kocht ze van handelaren, of hij stuurde zelf mensen naar bepaalde plaatsen. Vooral de collectie die John Whitehead in 1895 in het noorden van Luzon verzamelde is beroemd geworden; die bevatte de eerste exemplaren van vele soorten.